# Église Notre-Dame-de-Bethléem de Bayons
Pour les articles homonymes, voir Notre-Dame de Bethléem.
L'église Notre-Dame-de-Bethléem est une église située à Bayons, en France.

## Localisation
L'église est située sur la commune de Bayons, dans le département français des Alpes-de-Haute-Provence.

## Historique
L'édifice est classé au titre des monuments historiques en 1891.